# محمد بن قيس الرازي
شمس الدين محمد بن قيس الرازي (القرن 7 هجري) هو أديب فارسي من أهل الري.
من آثاره: المعجم في معايير أشعار العرب - حدائق المعجم - المعجم في معايير أشعار العجم. توفي بعد 628 هـ.